# Agustín Durán
Pour les articles homonymes, voir Yáñez.

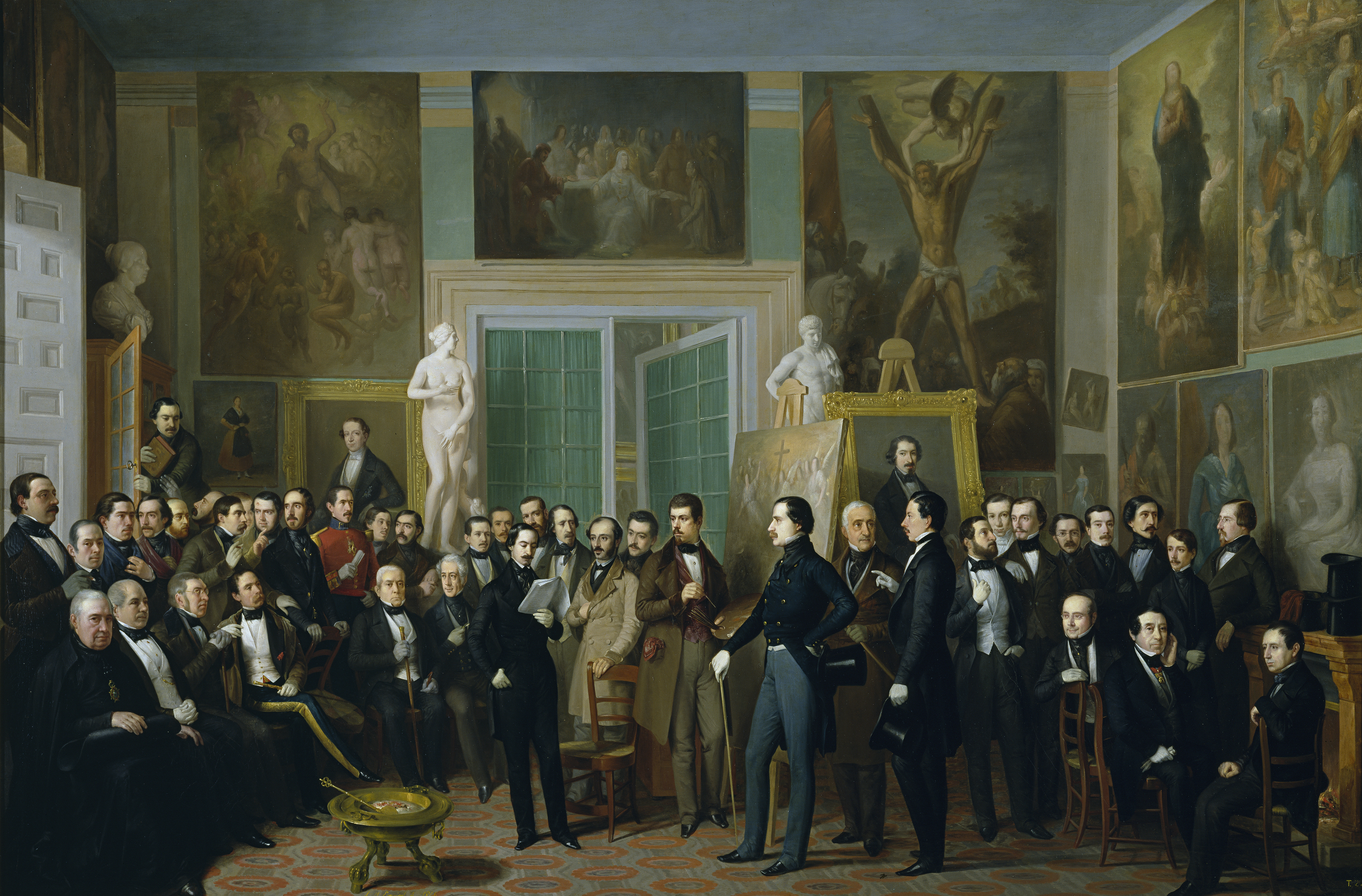
Agustín Durán représenté dans La Réunion des poètes d'Antonio María Esquivel (1846).

Agustín Francisco Gato Durán y de Vicente Yáñez, né à Madrid le 14 octobre 1789 et mort le 1er décembre 1862, est un écrivain et érudit espagnol du romantisme, connu pour ses travaux d'anthologie du Romancero médiéval. Il est l'oncle du poète Antonio Machado.

## Œuvres
- Colecciones de romances antiguos o Romanceros, Valladolid, 1821.
- Trovas en antigua parla castellana, 1829
- Trovas a la reina, 1832.
- Talía española, 1843.
- Colección de sainetes de don Ramón de la Cruz, 1843.
- Romancero General o Colección de romances castellanos anteriores al siglo XVIII, Madrid, Atlas, 1945
- Las tres toronjas del vergel de amor, Madrid, 1856